# Ōi-juku

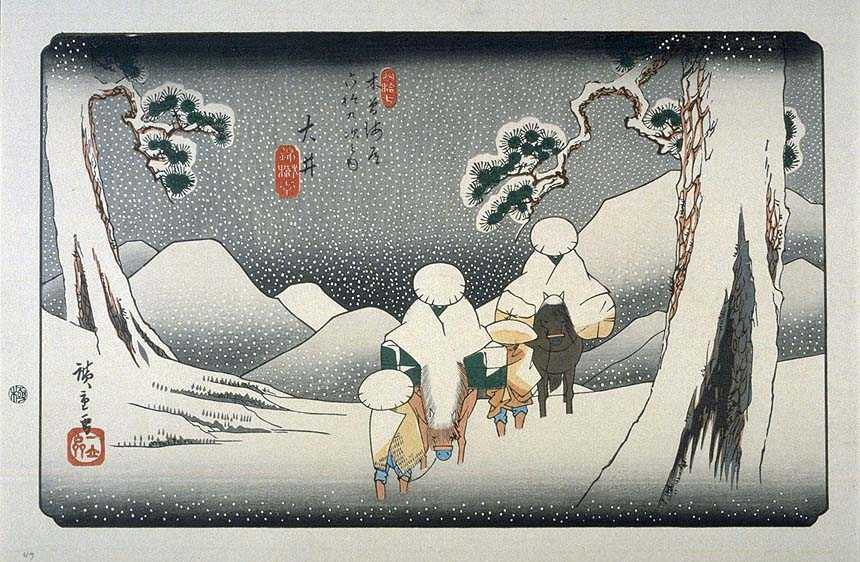
Ōi-juku, estampe de Hiroshige de la série Les Soixante-neuf Stations du Kiso Kaidō.

Ōi-juku (大井宿, Ōi-juku) était la quarante-sixième des soixante-neuf stations du Nakasendō. Elle est située dans la ville actuelle de Ena, préfecture de Gifu au Japon. De Ōi-juku à la station suivante, Ōkute-juku, il faut passer par 13 collines. Les voyageurs qui empruntaient le Shitakaidō (下街道) s’arrêtaient souvent aussi à Ōi-juku, car ils poursuivaient leur trajet vers Makiganetsui (槙ヶ根追).

## Plan de la ville
La plus grande partie d'Ōi-juku fut construite sur des angles droits, ce qui lui donne une apparence très ordonnée. Les autres parties de la station ont pour nom Yoko-chō, Hon-machi, Tate-machi, Chaya-chō et Hashiba. Elle était située près des berges de la rivière Agi.

## Stations voisines
Nakasendō
Nakatsugawa-juku – Ōi-juku – Ōkute-juku